# باتری نانوسیم
باتری نانوسیم (به انگلیسی: Nanowire battery) گونه‌ای از باتری قابل شارژ حاوی لیتیم است. در این پیل گالوانی که خود نوع پیشرفته‌ای از باتری لیتیم-یون است، از یک آند از جنس فولاد ضدزنگ در داخل نانوسیم‌های سیلیسیمی، استفاده شده‌است. این کار باعث شده که در مقایسه با نوع قدیمی تر که در آن از آند گرافیتی استفاده می‌شد، ذخیره انرژی و نسبت توان به وزن افزایش یابد.